# Heldenorde
Een nieuw fenomeen in de faleristiek was het instellen van heldenorden die in de vroege 20e eeuw voor het eerst werden ingesteld.
De eerste socialistische staat, de Sovjet-Unie, wilde zijn burgers belonen met zichtbare en draagbare eretekens en tegelijk een duidelijke breuk laten zien met de oude, aan feodaliteit, keizerhuis en Bourgeoisie herinnerende ridderorden.
Zo ontstonden de eerste socialistische orden. Zij kenmerkten zich door hun enkele graad of klasse en ze kregen in veel gevallen de vorm van een vijfpuntige ster, symbool van het communisme. Door te kiezen voor een ster werd ook het officieel beleden atheïsme benadrukt, de oudere orden hadden vaak een kruis als insigne.
De in 1934 ingestelde ster van een Held van de Sovjet-Unie (Russisch: "Герой Советского Союза)") werd het prototype van tientallen heldenorden in de gehele wereld. Toen het communisme in de jaren 70 van de 20e eeuw op het hoogtepunt van haar macht stond waren er vergelijkbare orden in landen op vijf continenten. Ook de verwante Held van de Socialistische Arbeid (Russisch: "Герой Социалистического Труда") die in 1939 werd ingesteld vond navolging.
De titels werden ook daadwerkelijk gebruikt, in krantenartikelen in de Sovjet-pers werd de aanduiding vaak samen met iemands naam genoemd. De titel bezat dan ook veel prestige. Aan het bezit van deze heldentitel waren ook privileges zoals een hoger pensioen, vakanties, gratis openbaar vervoer en een algemene voorkeursbehandeling verbonden. De kleine sterren werden altijd en overal gedragen. Men zag ze op uniformen en het revers van jasjes. Een draaginsigne, baton of miniatuur was er niet. Al deze regelingen vonden elders navolging.
De eerste twee heldenorden werden aan wetenschappers, militairen, politici, kunstenaars en voorbeeldige arbeiders verleend. In ieders werk zag de communistische partij wel iets "heroïsch".
In 1944 werd besloten dat ook de "heroïsche moeder" van een gezin met meer dan tien kinderen recht had op een kleine ster en de eretitel "Heldin-Moeder" (Russisch: "Мать-героиня"). Gesneuvelde kinderen telden dubbel. Ook deze titel en ster werden her en der in de socialistische wereld overgenomen.
De insignia van de Sovjet-Helden droegen officieel de naam Gouden Medaille van de Hamer en Sikkel en de Medaille van de Gouden ster.

## De drie heldenorden van de Sovjet-Unie
- De Held van de Sovjet-Unie
- De Held van de Socialistische Arbeid
- De Heldin van het Moederschap

Zie ook
- De Orden van de Sovjet-Unie

## De heldenorden van de opvolgerstaten van de Sovjet-Unie
- De Held van de Russische Federatie
- De Held van Oekraïne
- De Held van Wit-Rusland

## De heldenorden van Kazachstan
- De Orde van de Held van Kazachstan "Халық Қаһарманы" 1993
- De Orde van de Held van de Arbeid van Kazachstan "Қазақстанның Еңбек Ері" 2008

Zie ook
- De Ridderorden in Kazachstan

## De heldenorde van Bulgarije
- De Held van de Socialistische Arbeid (Bulgarije)
- De Held van de Volksrepubliek Bulgarije
- De Moeder-Heldin

Zie ook:
- De Ridderorden in Bulgarije

## De heldenorden van Albanië
- De Held van het Volk (Titulli "Hero i Popullit") 1945
- De Held van de Socialistische Arbeid (Titulli "Hero i Punös Socialiste") 1954
- De Moeder-Heldin (Titulli "Nönö Heroinö") 1955

Zie ook:
- De Ridderorden in Albanië

## De Heldenorde van Tsjecho-slowakije
- Held van Tsjecho-slowakije
- Held van de Socialistische Arbeid

Zie ook:
- De Ridderorden in Tsjecho-Slowakije

## De vier heldenorden van Roemenië
- De Held van de Socialistische Arbeid (Roemenië), een Roemeense onderscheiding naar Sovjetvoorbeeld
- De Held van de Socialistische Republiek Roemenië
- De Held van de Nieuwe Agrarische Revolutie
- De Heldenmoeder van de Socialistische Republiek Roemenië

## De twee Heldenorden van de "Duitse Democratische Republiek"
- De Held van de Duitse Democratische Republiek
- De Held van de Arbeid

Zie ook:
- De Ridderorden in de DDR

## De Heldenorde van Hongarije
- De Held van de Socialistische Arbeid

- Zie ook:

- De Ridderorden in Hongarije.

## De Heldenorden van Joegoslavië
Deze orden zijn niet volgens het Sovjet-voorbeeld gemaakt. Ook hier ging Joegoslavië zijn eigen weg.

De Orde van de Nationale Held  werd aan een lint om de hals gedragen.

De Orde van Held van de Socialistische Arbeid droeg een kostbare ster op de borst.
- De Orde van Held van de Socialistische Arbeid
- De Orde van de Nationale Held

- Zie ook:

- De Ridderorden in Joegoslavië.

## De drie heldenorden van communistisch Vietnam
Naar Sovjet voorbeeld zijn er drie titels en drie kleine gouden sterren.
- De Held van de Strijdkrachten
- De Held van de Arbeid
- De Held van het Moederschap

Zie ook
- De Ridderorden in Vietnam

## De Heldenorden van Mongolië
- De Held van de Socialistische Arbeid
- De Held van de Mongoolse Volksrepubliek
- De Orde van Suha Bator

Zie ook:
- De Ridderorden in Mongolië

## De Heldenorde van de Republiek Cuba
- De Held van de Republiek Cuba

Zie ook:
- De Ridderorden in Cuba

## De Heldenorde van Noord-Korea
- De Held van de Koreaanse Democratische Volksrepubliek ("Kongchuanghuk Yongung")
- De Held van de Arbeid van de Koreaanse Democratische Volksrepubliek ("Loyok Yongung")

Zie ook:
- De Ridderorden in Noord-Korea